# Antonio Urdinarán
Antonio Urdinarán (30 d'octubre de 1898 - 8 de juny de 1961) va ser un futbolista internacional uruguaià que va jugar 17 partits amb la seva selecció nacional, entre 1916 i 1924, temps durant el qual va marcar 2 gols.
Urdinarán va formar part de la selecció durant quatre torneigs de la Copa Amèrica de futbol, amb la qual va obtenir tres victòries: 1916, 1917 i 1920.
També va arribar a competir als Jocs Olímpics d'estiu de 1924, on el seu equip va guanyar la medalla d'or.
Finalment, Urdinarán va jugar amb el Defensor Sporting Club fins a l'any 1917, quan va ser transferit al Nacional de Montevideo.